# Tolmerus pamirensis
Tolmerus pamirensis is een vliegensoort uit de familie van de roofvliegen (Asilidae). De wetenschappelijke naam van de soort is voor het eerst geldig gepubliceerd in 1981 door Pavel Lehr.